# Gregory La Cava
George Gregory La Cava (Towanda, 10 maart 1892 – Malibu, 9 mei 1952) was een Amerikaans filmregisseur.

## Levensloop
Gregory La Cava begon zijn loopbaan als tekenaar van animatiefilms. Vanaf 1916 draaide hij een reeks korte films. Enkele daarvan maakte hij in samenwerking met de komiek W.C. Fields. Hij oogstte vooral succes in de jaren 30 met prenten als The Half-Naked Truth (1932), My Man Godfrey (1936) en Stage Door (1937). Zijn drankprobleem en het ongenoegen van filmproducenten over zijn werkmethoden hebben de neergang van zijn carrière veroorzaakt.

## Filmografie
- 1921: His Nibs
- 1923: The Life of Reilly
- 1923: Beware of the Dog
- 1924: Restless Wives
- 1924: The New School Teacher
- 1925: Womanhandled
- 1926: Let's Get Married
- 1926: Say It Again
- 1926: So's Your Old Man
- 1927: Paradise for Two
- 1927: Running Wild
- 1927: Tell It to Sweeney
- 1927: The Gay Defender
- 1928: Half a Bride
- 1928: Feel My Pulse
- 1929: Saturday's Children
- 1929: Big News
- 1929: His First Command
- 1931: Laugh and Get Rich
- 1931: Smart Woman
- 1932: Symphony of Six Million
- 1932: The Age of Consent
- 1932: The Half-Naked Truth
- 1933: Gabriel Over the White House
- 1933: Bed of Roses
- 1933: Gallant Lady
- 1934: The Affairs of Cellini
- 1934: What Every Woman Knows
- 1935: Private Worlds
- 1935: She Married Her Boss
- 1936: My Man Godfrey
- 1937: Stage Door
- 1939: 5th Ave Girl
- 1940: Primrose Path
- 1941: Unfinished Business
- 1942: Lady in a Jam
- 1947: Living in a Big Way
- 1948: One Touch of Venus